# サンフアン (アルゼンチン海軍の潜水艦)
サンフアン（スペイン語: ARA San Juan (S-42)）は、アルゼンチン海軍の通常動力潜水艦。2017年に行方不明となり、2018年に沈没していることが確認されている。

## 概要
通常動力型のドイツ製TR1700型潜水艦。

## 行方不明
2017年11月、南アメリカ最南端に近いウスアイア付近で通常任務を行い、ブエノスアイレスの南約400キロにある母港マルデルプラタに帰還する途中、15日に連絡を取った後に乗員44人を乗せたまま消息を絶った。
捜索には13か国のチームが参加したが手掛かりがつかめないまま、大半は2017年末までに撤退。2018年11月捜索を引き受けた民間会社の手によって、英領フォークランド諸島沖、南緯45度56分59秒・西経59度46分22秒、水深800mの海底で沈没していることが確認された（en:Disappearance of ARA San Juan）。
艦体は峡谷のような複雑な地形の海底で幾つかの残骸として見つかり、大きな船体部分は内向きにつぶれていた。専門家らはシュノーケルの欠陥が原因で沈没し、水深約600m付近で圧壊したと考えている。海洋サルベージに必要な資金は10億ドル超と見られ、国防相は会見で「資力はない」と回答している。